# Strumaria
Die Pflanzengattung Strumaria gehört zur Unterfamilie Amaryllidoideae innerhalb der Familie der Amaryllisgewächse (Amaryllidaceae). Die 25 bis 28 Arten sind im südlichen Afrika verbreitet.

## Beschreibung und Ökologie

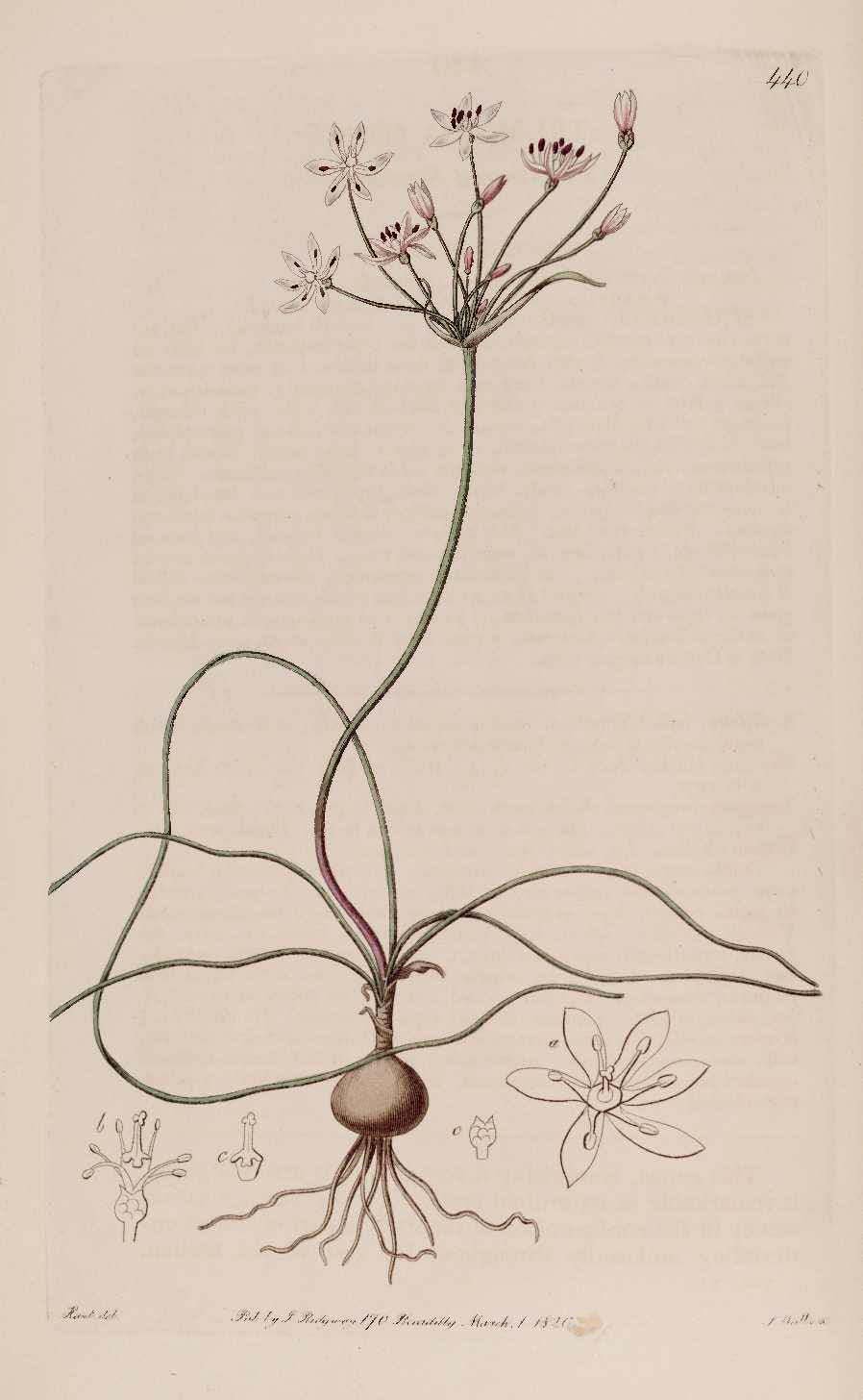
Illustration von Strumaria tenella subsp. tenella

### Erscheinungsbild und Laubblätter
Die Strumaria-Arten wachsen als ausdauernde krautige Pflanzen, die Wuchshöhen von selten 4 bis, meist 20 bis 30 Zentimetern erreichen. Sie bilden Zwiebeln als Überdauerungsorgane, die einen Durchmesser von 1 bis 5 Zentimetern aufweisen und meist nicht aus dem Boden herausragen. Die Zwiebeln sind von pergamentartigen oder filzartigen äußeren Zwiebelhüllen (Tunica) bedeckt. Bei diesen Geophyten sind während der Blütezeit in der Trockenzeit die Blätter vertrocknet und frische Blätter treiben erst nach der Blütezeit wieder aus.
Die meist nur zwei bis sechs nur grundständig und zweireihig angeordneten, aufrechten bis niederliegenden, manchmal seitlich ausgebreiteten Laubblätter sind ungestielt. Die einfachen Blattspreiten sind fadenförmig, linealisch bis elliptisch riemenförmig und parallelnervig. Die Blattflächen sind kahl bis weich behaart. Der Blattrand ist glatt.

### Blütenstände und Blüten
Der schlanke, nicht hohle, kahle bis kurz flaumig behaarte Blütenstandsschaft ist steif aufrecht bis gewunden oder selten spiralig gedreht und weist eine Länge von 3 bis 48 Zentimetern auf. 2 bis 30 Blüten stehen in einem bei einem Durchmesser von 1,5 bis 10 Zentimetern kompakten bis halbkugeligen, doldigen Blütenstand zusammen. Bei manchen Arten hängen die Blütenstände über (beispielsweise Strumaria truncata). Im knospigen Zustand umhüllen zwei schmal-lanzettliche, häutige Tragblätter (Spatha genannt) den Blütenstand, sie verwelken früh während der Anthese. Die steifen bis laschen Blütenstiele sind so lang oder deutlich länger als die Blütenhülle. Die Blüten sind dicht zusammenhängend angeordnet oder stehen weit ausgebreitet im Blütenstand.

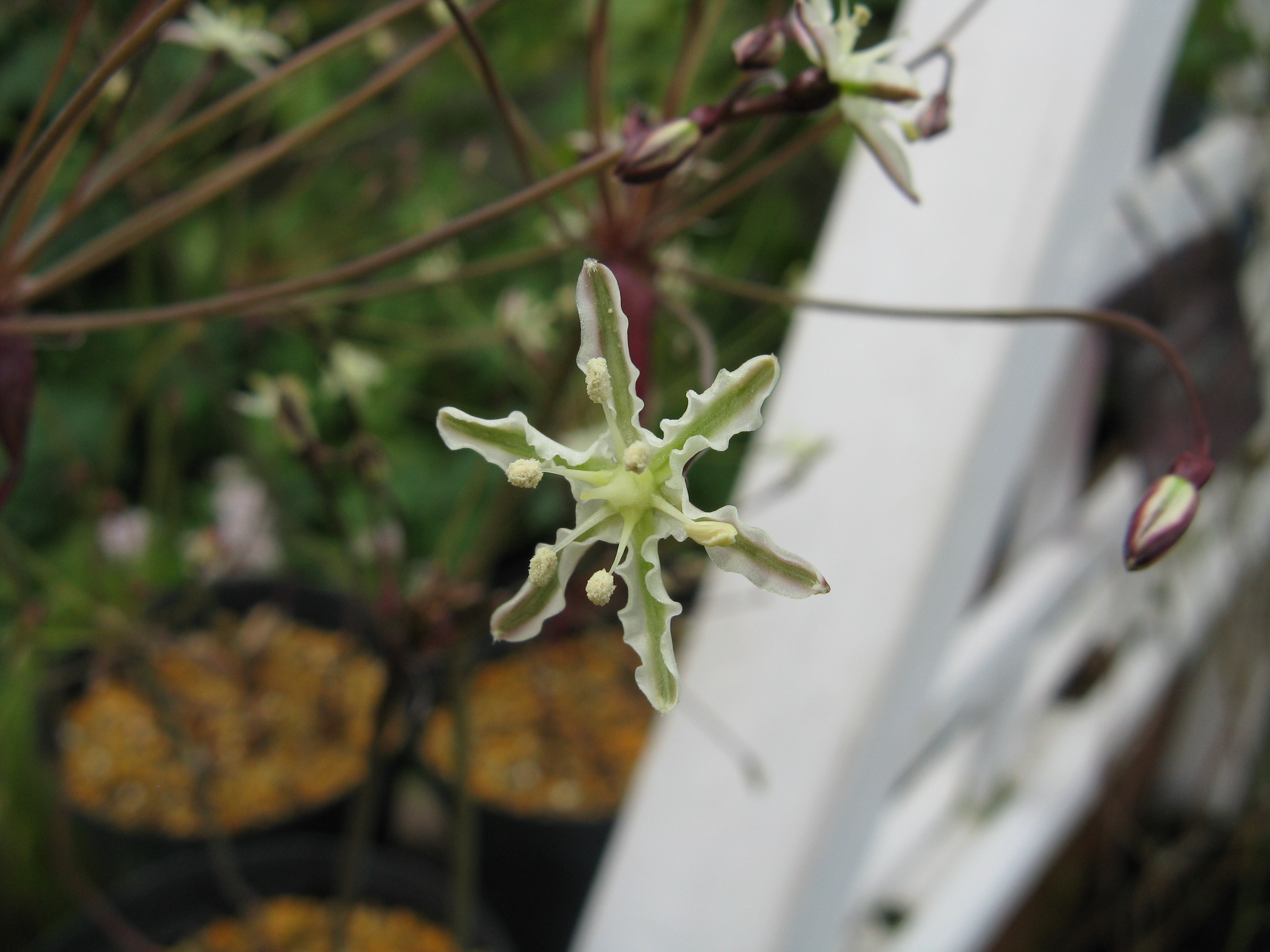
Dreizählige, radiärsymmetrische Blüte von Strumaria gemmata

Die relativ kleinen Blüten sind zwittrig, radiärsymmetrisch und dreizählig. Die sechs gleichgeformten Blütenhüllblätter sind frei oder nur an ihrer Basis zu einer kurzen Röhre verwachsen. Die Blütenhülle ist stern- oder trichterförmig. Die Blütenhüllblätter besitzen einen glatten oder selten gekrausten Rand. Die Farben der Blütenhüllblätter reichen von meist rosafarben bis weiß oder selten zitronengelb. Es sind zwei Kreise mit je drei gleichen Staubblättern vorhanden; sie sind aufrecht oder ausgebreitet und überragen die Blütenhülle. Die untereinander freien oder bis zur Hälfte ihrer Länge verwachsenen Staubfäden sind meist an ihrer Basis verdickt sowie manchmal gezähnt und nur an ihrer Basis oder bis zu einem Drittel ihrer Länge mit dem Griffel verwachsen; ihre Basis ist selten mit den Blütenhüllblättern verwachsen. Die Staubbeutel sind dorsifix bis fast centrifix. Die bisulculaten Pollenkörner besitzen eine stachelige Exine. Drei Fruchtblätter sind zu einem fast kugeligen, dreikammerigen, unterständigen Fruchtknoten verwachsen, der kahl bis wenig flaumig behaart ist. Jede Fruchtknotenkammer enthält bis zu neun unitegmische Samenanlagen. Der aufrechte, gerade Griffel ist entweder dreikantig oder geschwollen, dabei ist er an seiner Basis kegel- bis scheiben- oder eiförmig, nach oben hin wird er schlank und endet mit einer dreispaltigen Narbe.

### Früchte und Samen
Die kleinen, fast kugelförmigen, lokuliziden Kapselfrüchte besitzen eine papierartige Fruchtwand. Die bei einem Durchmesser von etwa 2 bis 4 mm eiförmigen Samen sind rötlich-grün und fleischig. Die Samenschale ist mit Stomata bedeckt. Integument und Embryo sind grün.

### Chromosomensätze
Die Chromosomengrundzahl beträgt x = 10, im Unterschied zu den meisten anderen Gattungen dieser Unterfamilie.

## Ökologie
Es ist sowohl Selbstbefruchtung als auch Fremdbefruchtung möglich. Durch den reichlich vorhandenen Nektar sind die Blüten für viele Insekten attraktiv.

## Vorkommen
Die 25 bis 28 Strumaria-Arten sind im südlichen Afrika verbreitet. Das Hauptverbreitungsgebiet reicht von den Bergen des südlichen Namibias über Namaqualand und Lesotho bis zu den südafrikanischen Provinzen Nordkap und Westkap. Außerdem kommen zwei Arten in semiariden Gebieten im südlichen Free State und Westkap vor. 15 Arten sind Florenelemente der Capensis.
Strumaria-Arten kommen hauptsächlich in Gebieten mit Winterregengebiet vor. Viele der natürlich seltenen Strumaria-Arten gedeihen am Rande der Winterregengebiete, besonders im südlichen Namibia und in Richtersveld. Viele Arten besitzen kleine Populationen mit stark begrenzten Verbreitungsgebieten. Die meisten Arten sind im Hochland von Namaqualand nahe Springbok und auf der Bokkeveld Schichtstufe nahe Nieuwoudtville zu finden. Die Arten gedeihen auf felsigen Standorten und Sandebenen.

## Systematik sowie Gefährdung der Arten
Der Gattungsname Strumaria wurde 1797 durch Nikolaus Joseph von Jacquin in Collecteana, 5, S. 49 erstveröffentlicht. Als Lectotypusart wurde 1951 Strumaria truncata Jacq. durch Edwin Percy Phillips in The Genera of South African Flowering Plants, 2. Auflage, S. 201 festgelegt. Ein Homonym ist Strumaria Jacq. ex Willd., veröffentlicht in Carl Ludwig von Willdenow: Species Plantarum, 4. Auflage, Band 2, 1799, S. 31. Synonyme von Strumaria Jacq. sind: Pugionella Salisb., Hymenetron Salisb., Gemmaria Salisb., Bokkeveldia D.Müll.-Doblies & U.Müll.-Doblies. Der Gattungsname Strumaria setzt sich aus dem lateinischen Wort struma für eine polsterförmige Schwellung und aria für „besitzend zusammen“, dies bezieht sich auf die verdickte Basis der Griffel.
Die Gattung Strumaria gehört zur Subtribus Strumariinae (namensgebende Gattung) aus der Tribus Amaryllideae in der Unterfamilie Amaryllidoideae innerhalb der Familie der Amaryllidaceae. Früher wurde sie auch in die Familie der Liliaceae eingeordnet. D. Müll.-Doblies und U. Müll.-Doblies teilten 1985 diese Gattung in vier kleine Gattungen und Snijman stellte 1994 einige Arten wieder zu einer größeren Gattung zusammen.
Es gibt 25 bis 28 Arten in der Strumaria s. l. nach Snijman 1994:
- Strumaria aestivalis Snijman: Sie wurde 2009 in der Roten Liste der gefährdeten Pflanzenarten Südafrikas als „Vulnerable“ = „gefährdet“ bewertet.[5]
- Strumaria argillicola G.D.Duncan: Sie wurde 2020 erstbeschrieben. Diese im südafrikanischen Spätsommer blühende Art kommt im Namaqualand im Nordkap vor.[6]
- Strumaria barbarae Oberm.: Sie wurde 2009 in der Roten Liste der gefährdeten Pflanzenarten Südafrikas als „Rare“ = „selten aber nicht gefährdet“ bewertet.[5]
- Strumaria bidentata Schinz: Sie wurde 2009 in der Roten Liste der gefährdeten Pflanzenarten Südafrikas als „Endangered“ = „stark gefährdet“ bewertet.[5]
- Strumaria chaplinii (W.F.Barker) Snijman: Sie wurde 2009 in der Roten Liste der gefährdeten Pflanzenarten Südafrikas als „Endangered“ = „stark gefährdet“ bewertet.[5]
- Strumaria discifera Marloth ex Snijman: Es gibt zwei Unterarten. Eine wird als „Near Threatened“ und die andere als „Least Concern“ = „nicht gefährdet“ in der Roten Liste der gefährdeten Pflanzenarten Südafrikas bewertet.[5]
- Strumaria gemmata Ker Gawl.: Sie wird in der Roten Liste der gefährdeten Pflanzenarten Südafrikas als „Least Concern“ = „nicht gefährdet“ bewertet.[5]
- Strumaria hardyana D.Müll.-Doblies & U.Müll.-Doblies: Sie wurde 1985 erstbeschrieben und kommt in Namibia vor.[7]
- Strumaria karooica (W.F.Barker) Snijman: Sie wurde 2009 in der Roten Liste der gefährdeten Pflanzenarten Südafrikas als „Rare“ = „selten aber nicht gefährdet“ bewertet.[5]
- Strumaria karoopoortensis (D.Müll.-Doblies & U.Müll.-Doblies) Snijman: Sie wurde 2009 in der Roten Liste der gefährdeten Pflanzenarten Südafrikas als „Vulnerable“ = „gefährdet“ bewertet.[5]
- Strumaria leipoldtii (L.Bolus) Snijman: Sie wurde 2009 in der Roten Liste der gefährdeten Pflanzenarten Südafrikas als „Critically Endangered“ = „vom Aussterben bedroht“ bewertet.[5]
- Strumaria luteoloba Snijman: Sie wurde 2005 erstbeschrieben. Sie kommt nur in Namuskluft im südlichen Namibia und Richtersveld im Nordkap vor.[1] Sie wird in der Roten Liste der gefährdeten Pflanzenarten Südafrikas als „Least Concern“ = „nicht gefährdet“ bewertet.[5]
- Strumaria massoniella (D.Müll.-Doblies & U.Müll.-Doblies) Snijman: Sie wurde 2009 in der Roten Liste der gefährdeten Pflanzenarten Südafrikas als „Vulnerable“ = „gefährdet“ bewertet.[5]
- Strumaria merxmuelleriana (D.Müll.-Doblies & U.Müll.-Doblies) Snijman: Sie wurde 2009 in der Roten Liste der gefährdeten Pflanzenarten Südafrikas als „Rare“ = „selten aber nicht gefährdet“ bewertet.[5]
- Strumaria perryae Snijman: Sie wurde 2009 in der Roten Liste der gefährdeten Pflanzenarten Südafrikas als „Critically Endangered“ = „vom Aussterben bedroht“ bewertet.[5]
- Strumaria phonolithica Dinter: Sie wurde 2013 erstbeschrieben. Diese am Naturstandort im späten Herbst blühende Art kommt nur im südwestlichen Namibia vor.[8]
- Strumaria picta W.F.Barker: Sie wurde 2009 in der Roten Liste der gefährdeten Pflanzenarten Südafrikas als „Rare“ = „selten aber nicht gefährdet“ bewertet.[5]
- Strumaria prolifera Snijman: Sie wurde 2005 erstbeschrieben. Dieser Endemit kommt nur in Kourkammaberg im Namaqualand vor.[1] Sie wurde 2009 in der Roten Liste der gefährdeten Pflanzenarten Südafrikas als „Critically Endangered“ = „vom Aussterben bedroht“ bewertet.[5]
- Strumaria pubescens W.F.Barker: Sie wurde 2009 in der Roten Liste der gefährdeten Pflanzenarten Südafrikas als „Rare“ = „selten aber nicht gefährdet“ bewertet.[5]
- Strumaria pygmaea Snijman: Sie wurde 2009 in der Roten Liste der gefährdeten Pflanzenarten Südafrikas als „Rare“ = „selten aber nicht gefährdet“ bewertet.[5]
- Strumaria salteri W.F.Barker: Sie wurde 2009 in der Roten Liste der gefährdeten Pflanzenarten Südafrikas als „Vulnerable“ = „gefährdet“ bewertet.[5]
- Strumaria speciosa Snijman: Sie wurde 2005 erstbeschrieben. Dieser Endemit kommt nur auf dem Sonberg im Winderregengebiet des südlichen Namibia vor. Es sind nur zwei Aufsammlungen bekannt.[1]
- Strumaria spiralis (L'Hér.) W.T.Aiton: Sie wird in der Roten Liste der gefährdeten Pflanzenarten Südafrikas als „Least Concern“ = „nicht gefährdet“ bewertet.[5]
- Strumaria tenella (L. f.) Snijman: Es gibt zwei Unterarten. Beide wurden in der Roten Liste der gefährdeten Pflanzenarten Südafrikas als „Least Concern“ = „nicht gefährdet“ bewertet.[5]
- Strumaria truncata Jacq.: Sie wird in der Roten Liste der gefährdeten Pflanzenarten Südafrikas als „Least Concern“ = „nicht gefährdet“ bewertet.[5]
- Strumaria unguiculata (W.F.Barker) Snijman: Sie wurde 2009 in der Roten Liste der gefährdeten Pflanzenarten Südafrikas als „Vulnerable“ = „gefährdet“ bewertet.[5]
- Strumaria villosa Snijman: Sie wurde 2009 in der Roten Liste der gefährdeten Pflanzenarten Südafrikas als „Rare“ = „selten aber nicht gefährdet“ bewertet.
- Strumaria watermeyeri L.Bolus: Es gibt zwei Unterarten. Beide wurden 2009 in der Roten Liste der gefährdeten Pflanzenarten Südafrikas als „Rare“ = „selten aber nicht gefährdet“ bewertet.[5]

## Nutzung
Einige Arten werden als Zierpflanzen verwendet. Da die Blüten nicht sehr lange haltbar sind, werden sie nicht als Schnittblumen genutzt. Über eine medizinische Verwendung ist nichts bekannt.